# 苏米图苏木
苏米图苏木，是中华人民共和国内蒙古自治区鄂尔多斯市鄂托克旗下辖的一个乡镇级行政单位。

## 行政区划
苏米图苏木下辖以下地区：
查干敖包嘎查、巴嘎额尔和图嘎查、额尔和图嘎查、苏里格嘎查、斯布扣嘎查、伊连陶勒盖嘎查、巴音布拉格嘎查、苏米图嘎查、马什亥嘎查和哈达图嘎查。